# Třebětice (Boêmia do Sul)
Třebětice é uma comuna checa localizada na região da Boêmia do Sul, distrito de Jindřichův Hradec.